# Tanja Klein
Pour les articles homonymes, voir Klein.
Tanja Klein, née le 20 novembre 1969 à Munich, est une coureuse cycliste autrichienne.

## Palmarès sur route
- 1994
  - 4e étape de Tour d'Italie
- 1995
  -  Championne d'Autriche sur route
  - GP Winterthur
  - 2e du championnat d'Autriche du contre-la-montre
  - 2e du Tour de Leimental
  - 3e de Steiermark Rundfahrt
- 1996
  -  Championne d'Autriche du contre-la-montre
  -  Championne d'Autriche sur route
  - Frühjahrspreis Cadolzburg
  - GP Kanton Aargau
  - 22e de la course en ligne des Jeux olympiques d'Atlanta
  - 23e du contre-la-montre des Jeux olympiques d'Atlanta
- 1997
  - 2e du championnat d'Autriche du contre-la-montre
- 1998
  -  Championne d'Autriche sur route

## Palmarès sur piste

### Jeux olympiques
- Atlanta 1996
  - 16e de la course aux points